# Gan nhiễm mỡ ở mèo

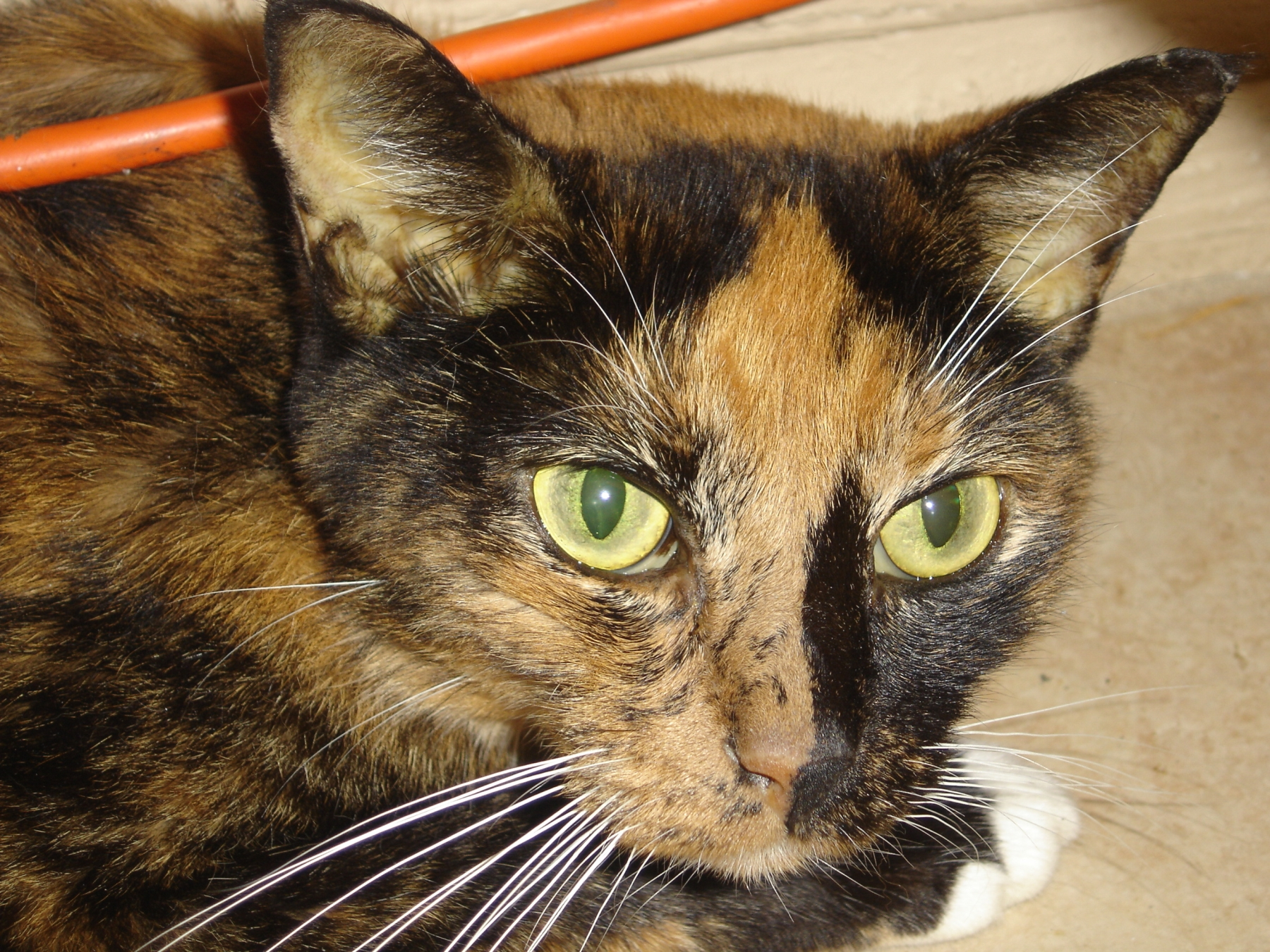
Một con mèo vàng mắt vì gan nhiễm mỡ

Gan nhiễm mỡ ở mèo, còn được gọi với cái tên khác là Hepatic lipidosis là một trong những dạng bệnh gan phổ biến nhất ở mèo. Căn bệnh này chưa có nguyên nhân cụ thể nào được chính thức được là nguyên nhân chính dẫn đến bệnh này, mặc dù bệnh béo phì được biết đến là góp phần làm tăng nguy cơ mắc bệnh. Bệnh bắt đầu khi con mèo ngừng ăn vì chán ăn, buộc gan chuyển hóa mỡ trong cơ thể thành năng lượng có thể sử dụng được. Nếu quá trình này tiếp tục quá lâu, chất béo tích tụ trong các tế bào của gan và bệnh đã khởi phát chính thức. Tiên lượng thay đổi tùy thuộc vào giai đoạn của bệnh, với tỷ lệ hồi phục cao và tỷ lệ tử vong ở các giai đoạn khác nhau. Bệnh này có thể hồi phục thông qua việc ăn uống một cách mãnh liệt. Việc điều trị có thể bao gồm việc đặt ống dẫn ăn tạm thời để đảm bảo đủ lượng calo cho mèo đã ngừng ăn do bệnh này.

## Nguyên nhân
Một trong những lý do khiến một con mèo có thể ngừng ăn là lo lắng về sự tách biệt và căng thẳng về cảm xúc. Di chuyển chỗ, tăng cân hoặc mất đi vật nuôi cùng nhà, đi du lịch, hoặc lên máy bay kéo dài là tất cả các tình huống phổ biến mà chủ vật nuôi báo cáo ngay trước khi khởi phát bệnh, nhưng nó có thể phát triển mà không có các dấu hiệu này. Béo phì được biết là làm tăng nguy cơ nhiễm gan nhiễm mỡ ở mèo; tuy nhiên, không có nguyên nhân chính thức của bệnh. Chứng chán ăn nghiêm trọng thường xảy ra trước khi bệnh khởi phát. Khi mèo không có năng lượng từ việc ăn uống, gan phải chuyển hóa chất béo trong cơ thể thành năng lượng có thể sử dụng để duy trì sự sống. Tuy nhiên, gan mèo kém chuyển hóa chất béo, gây tích tụ chất béo trong các tế bào gan, dẫn đến gan nhiễm mỡ. Tại thời điểm này bệnh có thể được chẩn đoán; tuy nhiên, nó thường không được chẩn đoán và nhiều động vật chết do chẩn đoán không đúng hoặc không được chẩn đoán.